# Routenavigatiesysteem

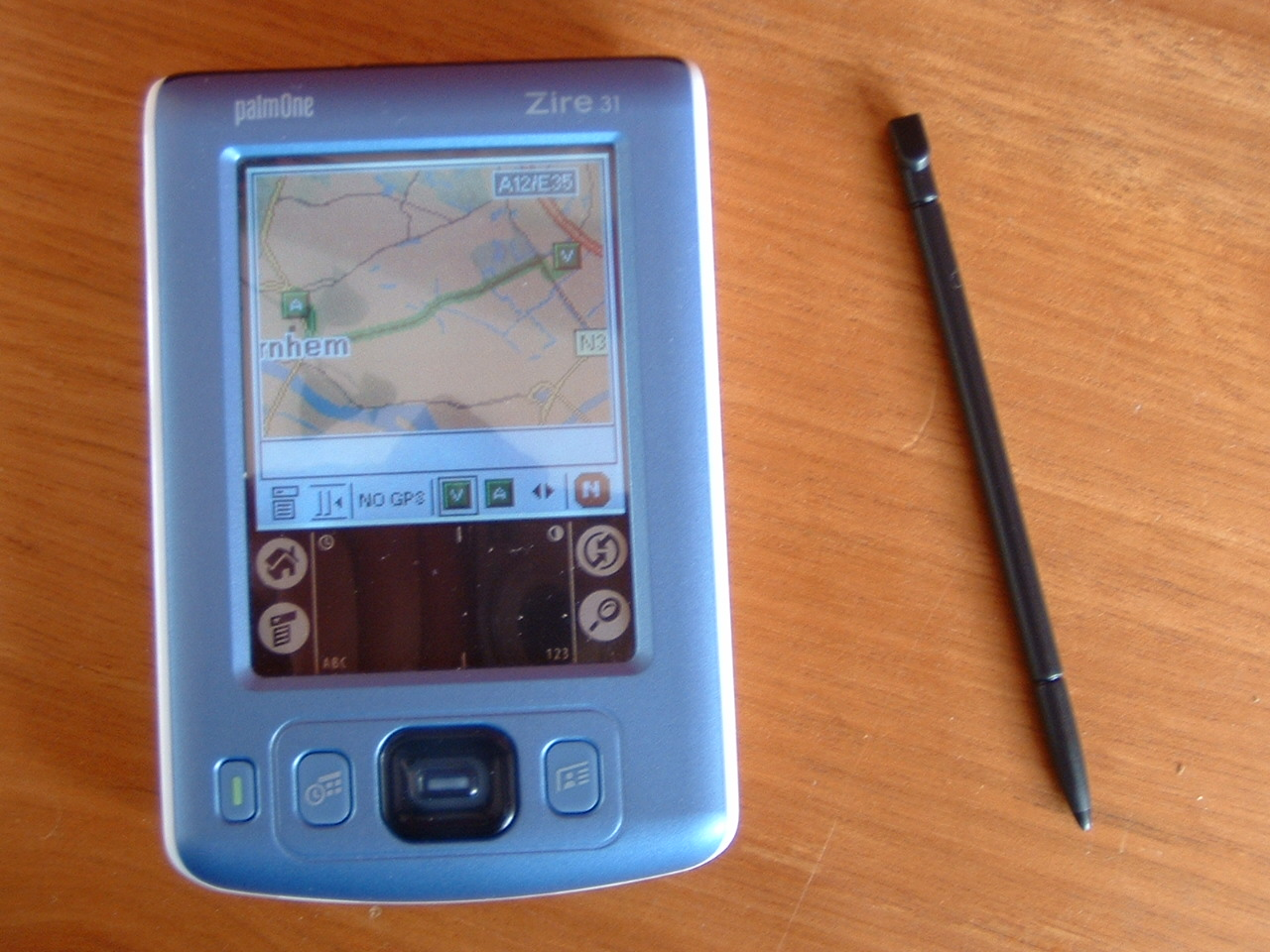
Navigatiesoftware op een PalmOne PDA (2005)

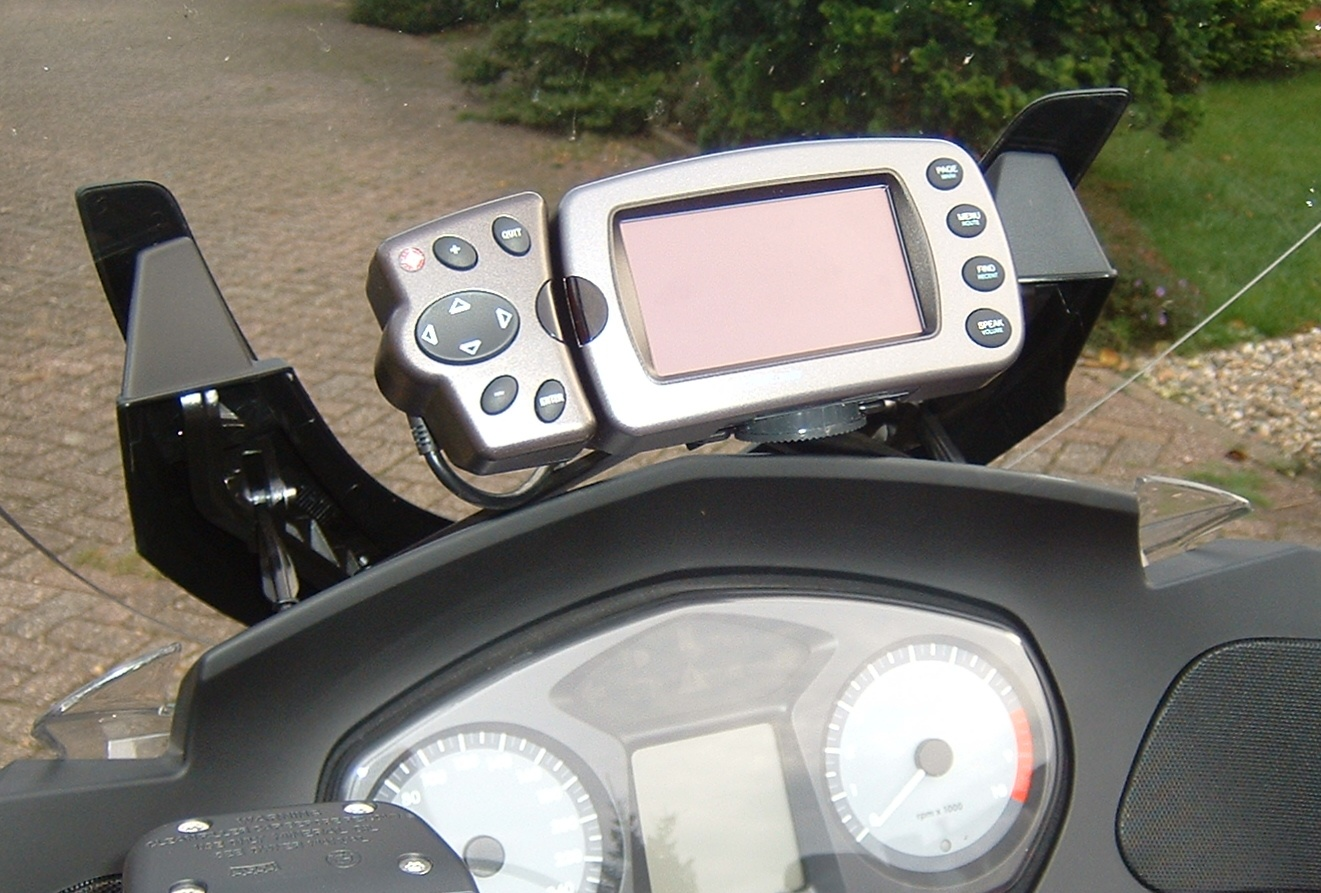
Garmin 2610 navigator op een BMW R1200RT-motorfiets

Een routenavigatiesysteem is apparatuur waarmee instructies (visueel en/of met een stem) te verkrijgen zijn over de te volgen route naar een bestemming. Deze satellietnavigatiesystemen kunnen worden uitgevoerd als inbouw- (voornamelijk in auto's), of als draagbaar systeem. Daarnaast kunnen gsm-telefoons en tablets geschikt zijn om als routenavigatiesysteem te functioneren. Hiervoor zijn in de verschillende appstores speciale navigatieapps verkrijgbaar. Veelgebruikte apps hiervoor zijn Google Maps en "Kaarten"(standaard geïnstalleerd op IPhones en IPads).
De inbouwsystemen worden vaak gecombineerd met een autoradio. De draagbare systemen kunnen worden gebruikt door wandelaars, fietsers, motorrijders, (gemonteerd op een speciale beugel), automobilisten (in auto's zonder ingebouwd navigatiesysteem) en schippers.
Bekende merken zijn TomTom, Garmin, Mio Technology, Medion, ViaMichelin, Pioneer, Alturion, NAVIGON, MapSonic en VDO Dayton (gebaseerd op het eerste in Nederland commercieel verkrijgbare navigatiesysteem, CarIn van Philips).
Een navigatiesysteem moet beschikken over zeker vijf elementen:
1. een plaatsbepalingssysteem;
2. een systeem voor het inlezen en verwerken van de (infrastructuur)gegevens;
3. een routeplanner, dat wil zeggen een computerprogramma dat een gewenste route tussen twee punten bepaalt (vaak de kortste of snelste), en/of een kaartweergave van de huidige positie;
4. een invoermogelijkheid zoals toetsenbord, knoppen of aanraakscherm;
5. een display voor de presentatie van de resultaten en het geven van visuele aanwijzingen en/of een luidspreker voor het geven van auditieve aanwijzingen.

De plaatsbepaling wordt vrijwel altijd gedaan door toepassing van het Global Positioning System (GPS) in combinatie met map-matchingtechnieken, waarbij de locatie op de kaart teruggevonden wordt. Ingebouwde systemen gebruiken soms eveneens traagheidsnavigatie, zodat het systeem ook blijft werken als er tijdelijk geen GPS-ontvangst is, bijvoorbeeld in tunnels of tussen hoge gebouwen.
Vaak is er, naast de route-informatie, ook andere geo-informatie beschikbaar, zoals de locatie van het dichtstbijzijnde tankstation, restaurant enzovoorts. Deze locaties worden Nuttige Plaatsen genoemd, ook is de Engelse benaming POI (Points Of Interest) in gebruik.
Bij gebruikmaking van een mobiele internetverbinding hoeven de kaartgegevens en het programma voor het berekenen van de route niet in het apparaat zelf te zitten. Er kan dan ook actuele weer- en verkeersinformatie beschikbaar zijn; dit laatste kan ook met een TMC-functie.
Voor zover het niet gaat om een smartphone kan ook via Bluetooth en een mobiele telefoon een koppeling met internet worden gerealiseerd. 
Soms heeft een routenavigatiesysteem aanvullend een dvd-speler of een cd-speler, hoewel die na 2011 minder geplaatst wordt in nieuwe voertuigen. Dit is met name het geval bij met een autoradio gecombineerde ingebouwde navigatiesystemen. Bij deze systemen ziet men de gegevens van de autoradio op het scherm van het navigatiesysteem, zoals radiozenders en tracknummers van af te spelen muziekbestanden.